# شاهزاده حسین (گوراب)
امامزاده شاهزاده حسین از نوادگان امام موسی کاظم است که مقبره‌اش در روستای گوراب واقع شده‌است.
زائرین این امامزاده از تهران و کرج به این زیارتگاه مشرّف می‌شوند. بقعه متبرکه این بنای تاریخی با شماره ۹۶۸ در تاریخ ۲۱ اردیبهشت ۱۳۵۳ با شمارهٔ ثبت ۹۶۸ به‌عنوان یکی از آثار ملی ایران به ثبت رسیده‌است. و قدمت آن به دوران دوره تیموریان می‌رسد. تنها عنصری که قدمت بنا را ثابت می‌کند، در چوبی منبت‌کاری شده بسیار زیبایی است که نقش گل‌های اسلیمی و کتیبه‌های خطوط عربی یک‌طرف آن را تزئین کرده‌است، این در چند سالی به سرقت رفته بود که توسط مأموران آگاهی و سازمان میراث فرهنگی هنگام خروج از مرز کشف و به جایگاه اصلی خود بازگردانده شد، در حال حاضر این در تاریخی به دلیل مسائل امنیتی در داخل حرم ایشان و در محفظه‌ای قابل رؤیت می‌باشد. بنای فعلی این زیارتگاه با آجر و کاشی و سنگ ساخته شده و گنبد جدید آن به رنگ طلایی در دل این روستا می‌درخشد. در حیاط بارگاه امامزاده شاهزاده حسین، درخت چنار کهن‌سالی ریشه در خاک دارد که جزء یکی از دو چنار کهن‌سال شاخص در ایران محسوب می‌شود.